# Qinghai Tianyoude-BH Cycling Team/Saison 2014
Dieser Artikel listet Erfolge und Fahrer des Radsportteams Qinghai Tianyoude-BH in der Saison 2014 auf.

## Abgänge – Zugänge
| Zugänge                        | Team 2013                    | Abgänge      | Team 2014                         |
| ------------------------------ | ---------------------------- | ------------ | --------------------------------- |
| Liu Biao                       | Champion System              | Wang Xin     | Malak Cycling Team                |
| Zhang Zhishan                  | Neoprofi                     | Eugen Wacker | Start-Trigon Cycling Team         |
| Juan Pablo Wilches (ab 25.06.) | Tennis Stars-Code Guanajuato | Dylan Spiby  | A.PO.GE Cycliste-Super U Maritime |
| Yu Shijie (ab 25.06.)          | Malak Cycling Team (2012)    |              |                                   |
| Pawlo Kulba (ab 25.06.)        | Neoprofi                     |              |                                   |

## Mannschaft
| Name                  | Geburtstag       | Nationalität        |
| --------------------- | ---------------- | ------------------- |
| Chen Siyuan           | 14. August 1993  | Volksrepublik China |
| Dong Xiaoyong         | 26. Oktober 1988 | Volksrepublik China |
| Ruslan Hryschtschenko | 4. Februar 1981  | Ukraine             |
| Pawlo Kulba           | 6. Juli 1988     | Ukraine             |
| Liu Biao              | 15. März 1988    | Volksrepublik China |
| Liu Jie               | 16. Februar 1993 | Volksrepublik China |
| Juan Pablo Wilches    | 22. Januar 1982  | Kolumbien           |
| Wu Peilun             | 16. Juli 1990    | Volksrepublik China |
| Wu Shengjun           | 18. Juni 1987    | Volksrepublik China |
| Yu Shijie             | 13. Juni 1987    | Volksrepublik China |
| Zhang Jinde           | 13. Oktober 1993 | Volksrepublik China |
| Zhang Zhishan         | 3. Juli 1994     | Volksrepublik China |